# Lista de prefeitos de Guarapari
Esta é a lista de prefeitos do município de Guarapari, no Espírito Santo.
O cargo de prefeito no Brasil, foi criado em 11 de abril de 1835, pela assembleia provincial paulista, em reação aos amplos poderes conferidos pelo Código de Processo Criminal de 1832 às câmaras municipais. Seguiram o exemplo paulista seis províncias do nordeste brasileiro (Alagoas, Ceará, Maranhão, Paraíba, Pernambuco e Sergipe).
Sob a vigente ordem constitucional, essa designação é dada ao funcionário público do Poder Executivo municipal, que exerce seu cargo em função de uma legislatura (mandato), sendo para tanto eleito a cada quatro anos, podendo ser reeleito por mais 4 anos (segundo mandato).
Funções
O poder executivo municipal chefia a administração e comanda os serviços públicos, tendo como comandante o prefeito.
A partir da constituição brasileira de 1934, o cargo de prefeito passou a ser o único, em todo o Brasil, ao qual estão atribuídas as funções de chefe do poder executivo do governo local, em simetria aos chefes dos executivos da União e do estado, portanto, em forma monocrática. Este texto quer dizer que deverá haver harmonia e integração de ação entre as esferas envolvidas sem a intervenção de uma na outra, exceto nos casos previstos na Constituição Federal.
Eleições
O prefeito é eleito por sufrágio universal, secreto, direto, em pleito simultâneo em todo o País, realizado a cada quatro anos, no primeiro domingo de outubro.
E trinta dias após tem lugar o segundo turno, se o eleito em primeiro lugar não atingir 50% dos votos válidos mais um voto, no caso de municípios com mais de duzentos mil eleitores.
Conforme a legislação eleitoral atual no Brasil para tornar-se elegível, exige-se uma série de requisitos;
- Possuir nacionalidade brasileira ou portuguesa (neste caso, o cidadão português deve se encontrar amparado pelo Estatuto de Igualdade entre Portugueses e Brasileiros),
- Título de eleitor em dia e estar em gozo pleno do exercício dos direitos políticos,
- Domicilio eleitoral na circunscrição na qual o candidato se apresenta,
- Filiação partidária,
- Ser alfabetizado (tópico invalidado pela atual constituição brasileira de 1988),
- Desincompatibilização de cargo público — Se ocupa um cargo público deve sair seis meses antes das eleições e voltar caso possa só após seis meses ao pleito eleitoral,
- Renúncia de outro mandado até seis meses antes do pleito e não ser parente afim ou consangüíneo, até segundo grau, ou cônjuge de titular de cargo eletivo; pode, entretanto, ser candidato à reeleição (artigo 14 da Constituição),
- Ter idade mínima de 21 anos.

O atual prefeito de Guarapari é Rodrigo Lemos Borges, do Republicanos, mais conhecido como Rodrigo Borges, eleito no pleito municipal de Guarapari de 2024.
| Nº | Nome                                    | Imagem | Partido               | Início do mandato       | Fim do mandato                          | Observações                                                    |
| 1  | Antônio Cláudio Coutinho                |        |                       | 2 de fevereiro de 1936  | 3 de maio de 1938                       | Deposto por intervenção federal                                |
| 2  | Capitão Arthur Bahia Fernando de Barros |        |                       | 3 de maio de 1938       | 9 de junho de 1938                      | Nomeado interventor pelo Decreto 9.358                         |
| 3  | Doutor Antonio Horácio Costa            |        |                       | 3 de junho de 1938      | 11 de março de 1940                     | Nomeado interventor pelo Decreto 9.509                         |
| 4  | Doutor Edisio da Costa Cirne            |        |                       | 11 de março de 1940     | 27 de abril de 1943                     | Nomeado interventor pelo Decreto 12.540                        |
| 5  | Celso Bastos Couto                      |        |                       | 27 de abril de 1943     | 22 de novembro de 1945                  | Nomeado interventor pelo Decreto 14.540                        |
| 6  | Doutor Olival Brigido Veiera Pimentel   |        |                       | 23 de novembro de 1945  | 25 de março de 1946                     | Foi designado para tomar posse do cargo pelo Decreto-lei 8.188 |
| 7  | Sr. João Batista de Almeida             |        |                       | 23 de novembro de 1945  | 25 de março de 1946                     | Designado pela portaria n 10, do Juiz da comarca               |
| 8  | Jacinto de Almeida                      |        |                       | 25 de março de 1946     | 04 de fevereiro de 1947                 | Nomeado interventor pelo Decreto                               |
| 9  | Tenente Josias Santa Rita               |        |                       | 04 de fevereiro de 1947 | 12 de abril de 1947                     | Nomeado interventor pelo Decreto                               |
| 10 | João Batista de Almeida                 |        |                       | 12 de abril de 1947     | 23 de abril de 1948                     | Nomeado interventor pelo Decreto                               |
| 11 | Durval Carvalho                         |        |                       | 23 de abril de 1948     | 05 de novembro de 1953                  | Nomeado interventor pelo Decreto                               |
| 12 | Major Josias Santa Rita                 |        |                       | 05 de novembro de 1953  | 03 de janeiro de 1955                   | Nomeado interventor pelo Decreto                               |
| 13 | Oswaldo Epaminondas de Almeida          |        |                       | 03 de janeiro de 1955   | 31 de janeiro de 1959                   | Prefeito eleito em sufrágio universal                          |
| 14 | Dr. Pedro Juvenal Machado Assis         |        |                       | 31 de janeiro de 1959   | 31 de janeiro de 1963                   | Prefeito eleito em sufrágio universal                          |
| 15 | Doutor Roberto Calmon                   |        |                       | 31 de janeiro de 1963   | 14 de setembro de 1966                  | Prefeito eleito em sufrágio universal                          |
| 16 | Domingos Brandoline                     |        |                       | 14 de setembro de 1966  | 31 de janeiro de 1967                   | Vice-prefeito eleito no cargo de Prefeito                      |
| 17 | Dr. Pedro Juvenal Machado Assis         |        |                       | 31 de janeiro de 1967   | 31 de janeiro de 1971                   |                                                                |
| 18 | Benedito Soter Lyra                     |        |                       | 31 de janeiro de 1971   | 31 de janeiro de 1973                   |                                                                |
| 19 | Hugo Borges                             |        | MDB                   | 31 de janeiro de 1973   | 31 de janeiro de 1977                   | Prefeito eleito em sufrágio universal                          |
| 20 | Benedito Soter Lyra                     |        |                       | 31 de janeiro de 1977   | 31 de janeiro de 1983                   | -                                                              |
| 21 | Graciano Espíndula Filho                |        |                       | 31 de janeiro de 1983   | 1 de janeiro de 1989                    | Prefeito eleito em sufrágio universal                          |
| 22 | Benedito Soter Lyra                     |        |                       | 1º de janeiro de 1989   | 1 de janeiro de 1993                    | Prefeito eleito em sufrágio universal                          |
| 23 | Terezinha Maria Pretti Espíndula        |        |                       | 1º de janeiro de 1993   | 29 de novembro de 1993                  | Prefeito eleito em sufrágio universal                          |
| 24 | Gilberto Gomes Corradi                  |        |                       | 30 de novembro de 1993  | 20 de junho de 1996                     | Vice-prefeito eleito no cargo de Prefeito                      |
| 25 | Michel Yazeji Hadad                     |        |                       | 31 de dezembro de 1996  | 31 de dezembro de 1996                  | Prefeito eleito em sufrágio universal                          |
| 26 | Paulo Sérgio Borges                     |        | PR                    | 1º de janeiro de 1997   | 31 de dezembro de 2000                  | Prefeito eleito em sufrágio universal                          |
| 27 | Antonico Gottardo                       |        | PSD                   | 1º de janeiro de 2000   | 31 de dezembro de 2004                  | Prefeito eleito em sufrágio universal                          |
| 27 | Antonico Gottardo                       | PSDB   | 1º de janeiro de 2005 | 31 de dezembro de 2009  | Prefeito reeleito em sufrágio universal |                                                                |
| 28 | Edson Figueiredo Magalhães              |        | PPS                   | 1º de janeiro de 2009   | 1º de fevereiro de 2013                 | Vice-prefeito eleito no cargo de Prefeito                      |
| 28 | Ricardo Conde                           |        | PSB                   | 1º de janeiro de 2013   | 4º de fevereiro de 2013                 | Prefeito eleito em sufrágio universal                          |
| 29 | Orly Gomes                              |        | DEM                   | 4º de fevereiro de 2013 | 31 de dezembro de 2016                  | Vice-prefeito eleito no cargo de Prefeito                      |
| 30 | Edson Figueiredo Magalhães              |        | PSD                   | 1º de janeiro de 2017   | 31 de dezembro de 2020                  | Prefeito eleito em sufrágio universal                          |
| 30 | Edson Figueiredo Magalhães              | PSDB   | 1º de janeiro de 2021 | 31 de dezembro de 2024  | Prefeito reeleito em sufrágio universal |                                                                |
| 31 | Rodrigo Lemos Borges                    |        | Republicanos          | 1º de janeiro de 2025   | ___                                     | Prefeito eleito em sufrágio universal                          |

1. ↑  LEAL, Victor Nunes, Coronelismo, Enxada e Voto, 3ª ed., Rio: Nova Fronteira, 1997, p. 219.
2. 1 2 3 4 5 6  «Histórico dos prefeitos de Guarapari». guaraparivirtual.com.br. Consultado em 4 de janeiro de 2025
3. ↑  José, Amaral. «Histórico dos prefeitos de Guarapari». Consultado em 7 de janeiro de 2025
4. ↑  «Morre Hugo Borges». Portal 27. 9 de junho de 2013. Consultado em 12 de março de 2025
5. ↑  José, Amaral. «Histórico dos prefeitos de Guarapari». Consultado em 7 de janeiro de 2025
6. ↑  Nunes Júnior, Edson Magalhães. «Uma introdução geral à poesia hebraica bíblica». Consultado em 4 de janeiro de 2025
7. ↑  «Apuração das Eleições 2012 em Guarapari | Espírito Santo | G1». g1.globo.com. Consultado em 3 de janeiro de 2025
8. ↑  «Orly Gomes é eleito prefeito em Guarapari-ES». Justiça Eleitoral. Consultado em 3 de janeiro de 2025
9. ↑  «Resultado da apuração das Eleições 2016 em Guarapari para prefeito e vereador». g1. Consultado em 3 de janeiro de 2025
10. ↑  «Resultado das Eleições e Apuração Guarapari-ES no 1º Turno | G1 Eleições». G1. Consultado em 3 de janeiro de 2025
11. ↑  «Rodrigo Borges é eleito prefeito de Guarapari (ES)». CNN Brasil. Consultado em 3 de janeiro de 2025